# Nour El Sherbini
Nour El Sherbini (* 1. November 1995 in Alexandria) ist eine ägyptische Squashspielerin. Sie wurde 2015, 2016, 2018/19, 2019/20, 2020/21, 2021/22, 2022/23 und 2024/25 Weltmeisterin und übernahm zum Mai 2016 für 31 Monate in Folge die Weltranglistenführung.

## Karriere
Nour El Sherbini gewann in ihrer Juniorenkarriere mit nur 13 Jahren als jüngste Spielerin der Geschichte im Jahr 2009 in Chennai die Junioren-Weltmeisterschaft gegen ihre Landsfrau Nour El Tayeb. Im Jahr 2012 gelang ihr in Doha gegen Yathreb Adel, ebenfalls aus Ägypten, der zweite Titelgewinn. Mit ihrem dritten Titelgewinn 2013 in Breslau gegen Mariam Metwally wurde sie Rekordsiegerin bei den Juniorinnen.
Bereits seit 2009 ist sie als professionelle Spielerin auf der PSA World Tour aktiv und gewann bislang 44 Titel. Mit der ägyptischen Nationalmannschaft wurde sie 2012, 2016, 2018, 2022 und 2024 Weltmeisterin. Ihre beste Platzierung in der Weltrangliste erreichte sie im April 2016 mit Rang zwei. Als erste Ägypterin erreichte sie das Finale der British Open in der Saison 2012, welches sie jedoch gegen Nicol David glatt in drei Sätzen verlor. 2013 erreichte sie erstmals das Finale der Weltmeisterschaft, nachdem sie im Halbfinale Nicol David mit 3:2 bezwungen hatte. Im Endspiel unterlag sie Laura Massaro mit 7:11, 11:6, 9:11, 11:5 und 9:11. 2015 erreichte sie, unter anderem nach einem Viertelfinalsieg gegen Nicol David, erneut das Endspiel bei der Weltmeisterschaft und traf ein weiteres Mal auf Laura Massaro. Dieses Mal behielt El Sherbini die Oberhand und gewann, als bis dato jüngste Spielerin, den Titel mit 6:11, 4:11, 11:3, 11:5 und 11:8. Zum Mai 2016 übernahm sie die Weltranglistenführung. Bei der Weltmeisterschaft 2016 verteidigte sie ihren Titel mit einem Finalsieg gegen Raneem El Weleily. Ein Jahr später stand sie zum dritten Mal in Folge im Endspiel der Weltmeisterschaft, wo sie erneut auf El Weleily traf, dieses Mal aber in vier Sätzen unterlag. Am Ende der Saison 2017/18 gewann sie erstmals die World Series Finals. Im März 2019 sicherte sie sich ihren dritten Weltmeistertitel. Im Finale besiegte sie Nour El Tayeb in vier Sätzen. Anfang November 2019 gewann sie ihren vierten Weltmeistertitel nach einem Finalerfolg über Raneem El Weleily. Mit einem Finalsieg über Nouran Gohar gewann El Sherbini im Juli 2021 ihren fünften Weltmeistertitel und verteidigte diesen Titel nach einem erneuten Endspielerfolg gegen Gohar auch ein Jahr darauf. Auch 2022/23 gewann sie, einmal mehr im Finale gegen Nouran Gohar, ihre mittlerweile siebte Weltmeisterschaft. In ihrem vierten Aufeinandertreffen in einem Weltmeisterschaftsfinale hintereinander unterlag El Sherbini 2023/24 gegen Gohar in vier Sätzen. Sie erreichte auch 2024/25 das Endspiel der Weltmeisterschaft, in dem sie dieses Mal auf Hania El Hammamy traf. Sie bezwang El Hammamy in vier Sätzen und stellte mit ihrem nunmehr achten Titelgewinn den Titelrekord von Nicol David ein.
Ihr Cousin Mohamed Elsherbini ist ebenfalls als Squashspieler aktiv.

## Erfolge
- Weltmeisterin: 8 Titel (2015, 2016, 2018/19, 2019/20, 2020/21, 2021/22, 2022/23, 2024/25)
- Weltmeisterin mit der Mannschaft: 5 Titel (2012, 2016, 2018, 2022, 2024)
- Gewonnene PSA-Titel: 44
- 48 Monate und 70 Wochen Weltranglistenerste